# Bussolengo
Bussolengo è un comune italiano di 20 917 abitanti della provincia di Verona in Veneto.  

## Geografia fisica

### Territorio
Bussolengo dista circa 12 chilometri da Verona. Rispetto al capoluogo è posizionato a ovest, verso il lago di Garda.
Il territorio del comune è prevalentemente pianeggiante, ed è lambito dal fiume Adige. 
A nord le pendici dei monti Lessini degradano dolcemente nella sottostante pianura mentre a ovest la catena del monte Baldo-monte Bondone separa la valle dell'Adige dal lago di Garda.
Il territorio del paese di Bussolengo si compone di alcuni elementi peculiari rispetto a quelli che caratterizzano alcuni comuni limitrofi. A nord questo elemento è rappresentato dal fiume Adige che scorre con andamento nord-ovest al confine con il comune di Pescantina. A ovest invece si riconoscono le ultime cerchie moreniche risalenti alla glaciazione di Riss. Il rimanente territorio è costituito dalla cosiddetta alta pianura veronese.

### Idrografia
Il territorio di Bussolengo è attraversato dal fiume Adige, il secondo fiume italiano per lunghezza, che segna il confine meridionale del comune con Pescantina. Un’altra importante infrastruttura idraulica è il canale Biffis, realizzato negli anni venti per scopi irrigui e idroelettrici. Questo canale deriva le sue acque dall’Adige e attraversa il territorio comunale,  alimentando alcune centrali idroelettriche lungo il suo percorso.  Il canale è percorso parallelamente nella sua interezza da una pista ciclabile.

### Clima
Il clima di Bussolengo è di tipo subcontinentale umido con influenze mediterranee, tipico della Pianura Padana. Si caratterizza per inverni freddi, estati calde, autunno e primavera miti e precipitazioni distribuite, con un totale di 671,2 mm nel 2024.

## Origini del nome
Nell'anno 825, in piena età carolingia, un diploma degli imperatori Ludovico e Lotario fa menzione del nome Gusilingus e descrive il borgo come un villaggio posto entro i confini gardensi. Tale nome potrebbe derivare sia dalla configurazione che dai confini del luogo, dalla vegetazione o dagli animali ivi esistenti, ma potrebbe anche derivare dai nomi delle persone aventi diritti o proprietà sulle terre di quel luogo. Carlo Cipolla lo fece derivare dal nome di origine alto-tedesca Bussling, il cui significato è a noi sconosciuto. L'ipotesi più plausibile e che corrisponde con l'opinione di G.B. da Persico, è che il nome derivi dalla pianta del bosso, la quale è presente nel territorio in forma abbondante, soprattutto lungo le rive dell'Alto Adige. Inoltre, la forma allungata del paese di Bussolengo, avrebbe suggerito l'unione dei due termini buxus e longus che avrebbe così portato alla nascita del nome Buxuslongus.

## Storia
A 3500 anni fa (media età del bronzo) risale il più antico insediamento di cui si possieda documentazione archeologica. Veneti, Reti, Galli si susseguirono nell'insediarsi nel territorio fino al dominio romano sotto il quale vennero unificate le varie culture. All'interno dell'antica chiesa di San Salvar, a testimonianza della dominazione romana, si trovano un cippo con iscrizione latina e un'enorme pietra trasformata in battistero.

### IX secolo
Nell'825 apparve per la prima volta, su un atto di commutazione, il nome "Gussilingus".

### XII secolo
Nel XII secolo Bussolengo fu sotto la signoria rurale degli "Olderico" il cui più famoso rappresentante fu Garzapane, potente soldato, fedele amico di Federico I Barbarossa. Garzapane ebbe di certo due figli: Olderico e Albertino. In un atto di alleanza che venne stipulato tra Verona e Treviso il 24 ottobre 1198 a Verona, risulta che abbia partecipato anche un certo Corradino di Garzapane, del quale però non si hanno altre informazioni. Sotto gli Olderico, nel 1119, con Garzetto figlio di Olderico di Garzapane, già primo podestà, si ebbe il passaggio alla prima forma comunale. Tale informazione è contenuta in una pergamena conservata nell'Archivio di Stato di Verona. Di questa importante famiglia non si conosce la provenienza, anche se un documento del 1161 indica Olderico come procedente di tal "Olderico de Gusolengo", il quale professava legge longobarda.

### Epoca napoleonica
Durante le guerre napoleoniche del 1796 e del 1799 il territorio circostante fu teatro di diverse operazioni militari tra francesi ed austriaci.

### Seconda guerra mondiale
Nella frazione di Pol di Bussolengo, c'era il campo di prigionia "P.G. 148" che conteneva 250 prigionieri di origine neozelandese appartenenti alle truppe Alleate. Il campo fu aperto nel novembre 1942 e chiuso nel settembre 1943. Il campo P.G.148 era anche chiamato "campo base", dal quale dipendevano una serie di campi di prigionia posti nella provincia di Verona che ospitavano circa 1300 prigionieri britannici. Dopo l'8 settembre i prigionieri fuggirono o vennero catturati dai tedeschi il 9 settembre 1943, questi vennero trasferiti nei campi di concentramento nazisti.
Il 14 febbraio 1944 festa di San Valentino Bussolengo fu colpita durante la sagra del paese, da alcune bombe sganciate da un bombardiere americano che si "sganciava" da un attacco di caccia nemici. Le bombe provocarono diverse vittime civili.

### Simboli
Lo stemma di Bussolengo è composto da uno stemma araldico con una corona muraria, circondato da due rami di alloro e di quercia annodati da un nastro tricolore. Lo stemma è diviso in due da una linea orizzontale e presenta nella parte inferiore un albero su un prato su campo bianco e nella parte superiore un aquila con una corona su campo giallo.
Lo stemma è stato riconosciuto con DCG dell'11 settembre 1931.
Il gonfalone, concesso con regio decreto del 15 ottobre 1931, è un drappo di azzurro.

## Monumenti e luoghi d'interesse

### Architetture religiose
- Chiesa di San Salvar - IX secolo

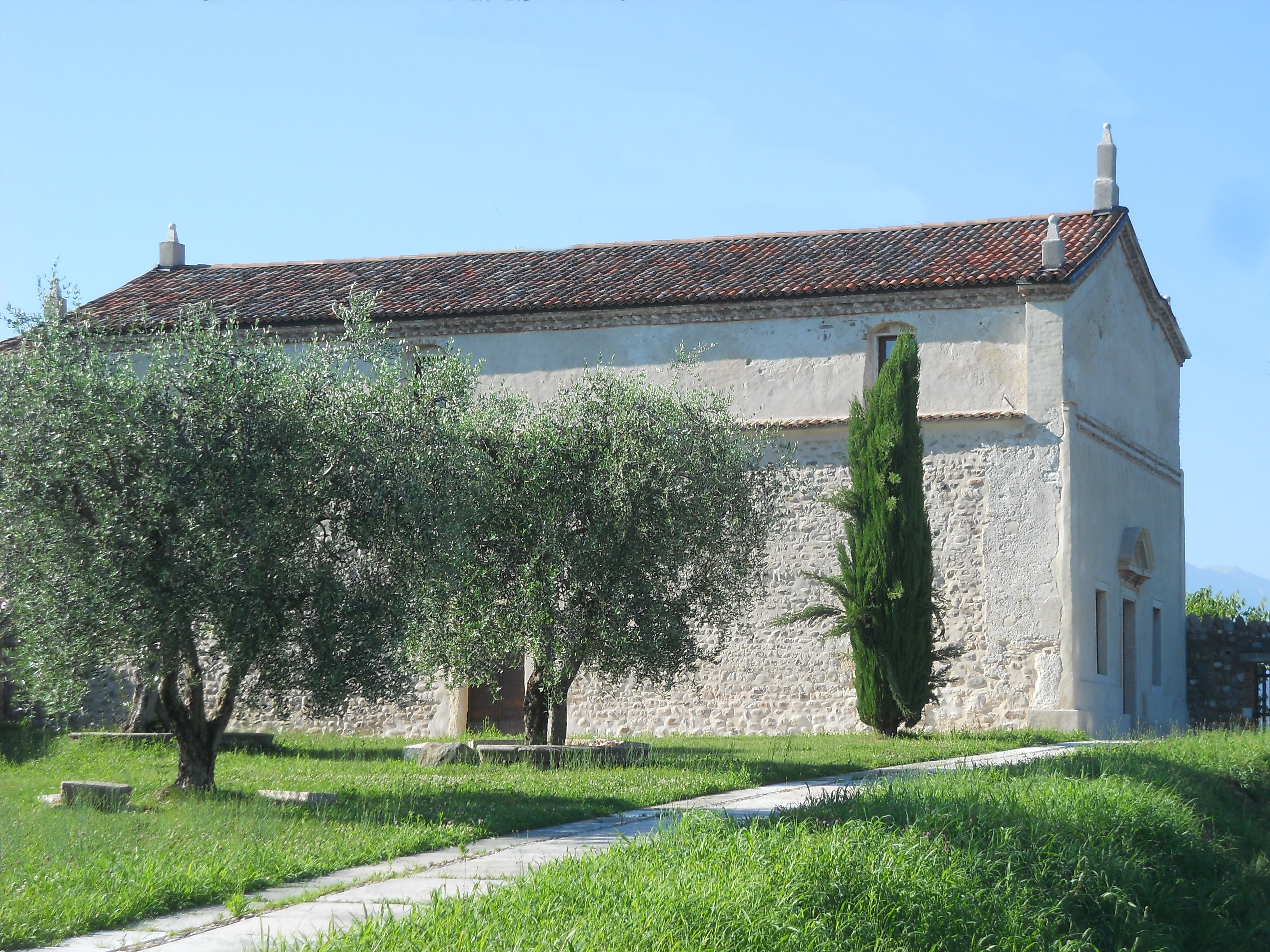
Chiesa di San Salvar

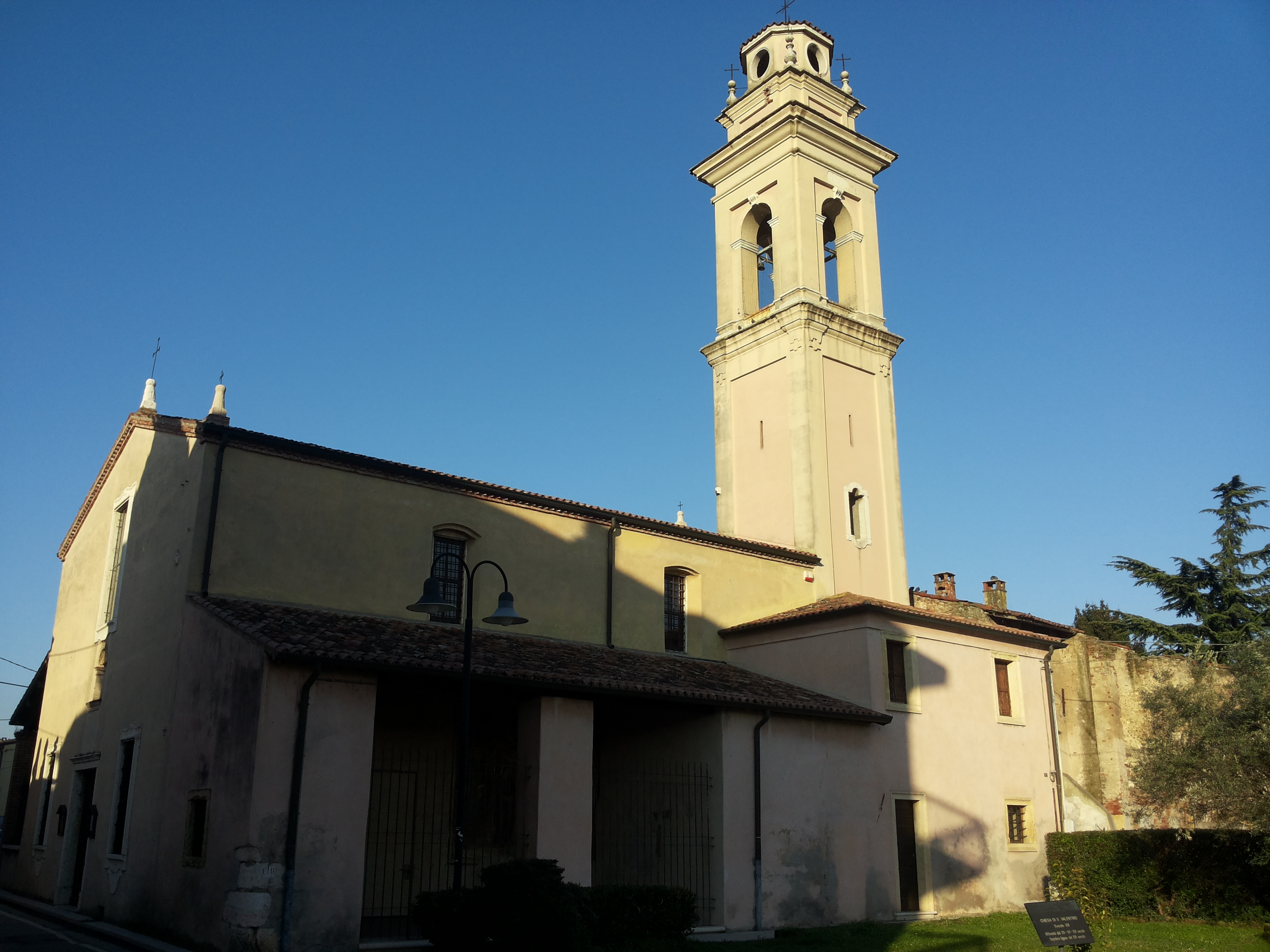
Chiesa di San Valentino

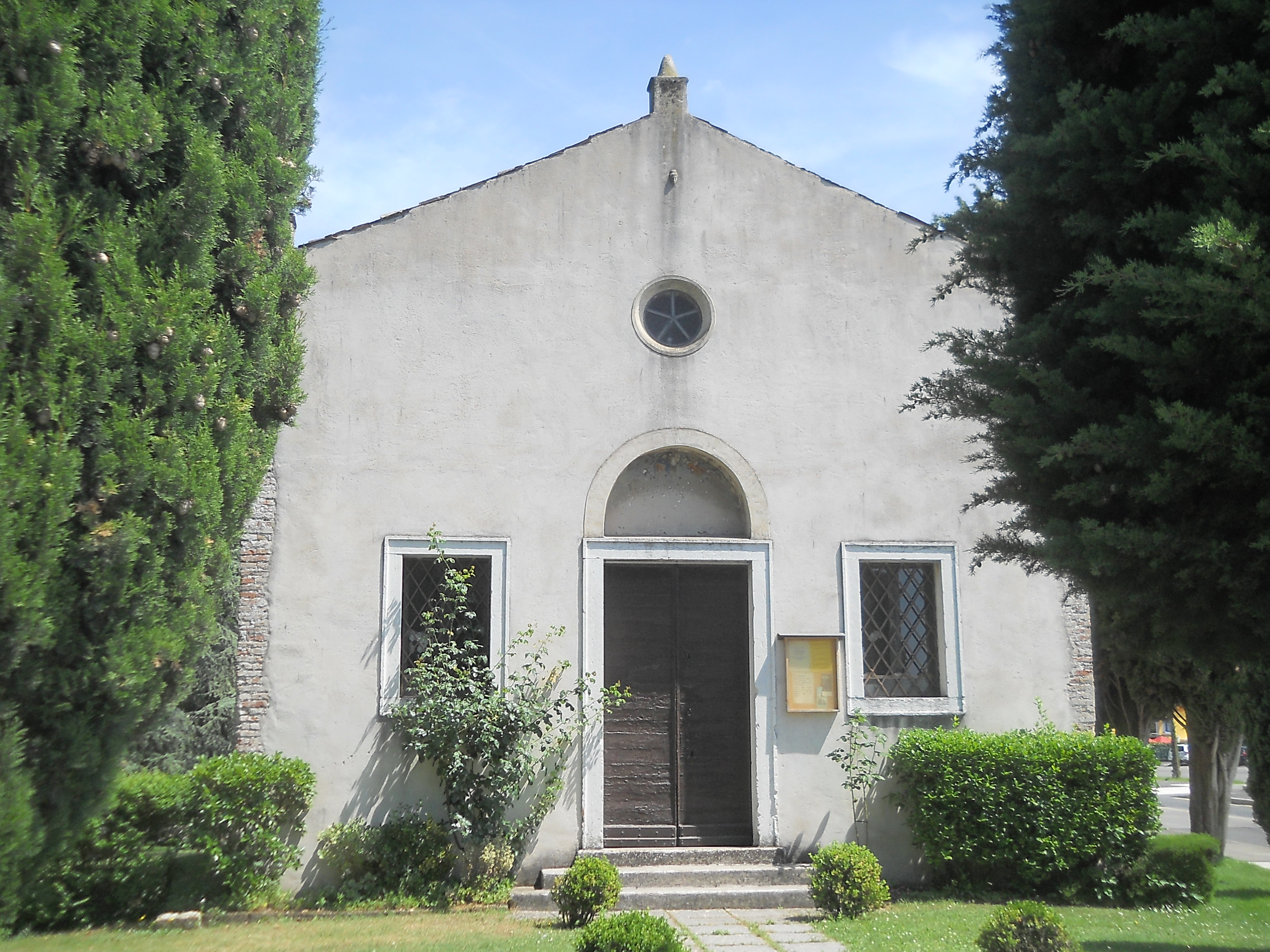
Facciata della chiesa di San Rocco

A ovest e poco fuori dal paese, in posizione appena elevata si colloca la chiesa di San Salvar. Ritenuta la più antica di Bussolengo, edificata utilizzando la tecnica antichissima dell'innalzamento dei muri con sassi di fiume, visibili nei punti dove non è presente l'intonaco esterno, e con pietre di riporto di età precedente. Questa tecnica muraria che consiste nel disporre file di sassi rese regolari con cocci di cotto e zeppe di cemento, è tipica della zona compresa tra il monte Baldo e il lago di Garda. Numerosi altri segni della veneranda età della chiesa di San Salvar sono riscontrabili sia nella struttura, grazie all'inserimento di pietre di un'età precedente, sia nella suppellettile, che ha come probabile base un'acquasantiera poi asportata.
- Chiesa di San Valentino - XIV secolo

La chiesa di San Valentino è la più famosa del paese, essendo anche la soglia sacra del paese per coloro che entravano dalla strada Molinara che da Villafranca di Verona e Sommacampagna portava i contadini ai mulini dell'Adige; nell'ultimo tratto però quella strada che dai Crocioni portava al paese venne invece denominata "Strada di San Valentino". Nel 1391 il vescovo di Verona Giacomo de' Rossi diede ai Disciplini (Flagellanti) il permesso di restaurarla, farne una sede della confraternita con annesso un ospedale per la cura dei viandanti e dei pellegrini. Fu, successivamente, adornata di due serie d'affreschi, uno interno e uno esterno, narranti la storia di san Valentino che si aggiunsero a un terzo affresco ben più antico raffigurante la crocifissione del Cristo. Nel 1595 giunge la prima notizia dell'esistenza di un sepolcro e di portici esterni alla chiesa. Nel 1634 Marco Giustiniani, cancelliere del vescovo, rileverà un altare dedicato a san Macario a ridosso del grande affresco sotto il portico sud e nel 1714, sotto la guida di Faustino Montresor, ebbe inizio la costruzione dell'altare completamente in marmo che raffigurava la Passione di Cristo sul lato sinistro dell'altare maggiore. Gli affreschi qui contenuti sono stati fatti da artisti appartenenti alla scuola di Giotto.
- Chiesa di Santa Maria Maggiore - XVII secolo e XX secolo

È la chiesa principale, dedicata a Santa Maria Maggiore e situata al centro di Bussolengo. La sua esistenza è documentata fin dal 1199 ma la sua struttura attuale è frutto di svariate modifiche dal '700, in età illuministica, fino al XX secolo, quando vi è stata aggiunta, costruita in cemento a vista, una grande navata perpendicolare a quella precedente.
- Chiesa di Cristo Risorto - XX secolo

La chiesa di Cristo Risorto è la più recente, edificata lontano dal centro per via del grande sviluppo del paese negli ultimi decenni
- Chiesa di San Rocco - XII secolo

Situata vicino al cimitero comunale, è una piccola chiesa completamente affrescata all'interno e dedicata in tempo di peste a san Rocco. Questa chiesa si trova sulla strada che da Verona conduceva al paese, perciò si trova nella parte est e, come tutte le chiese di Bussolengo, è orientata verso l'abside. La chiesa di San Rocco rispetta la tipologia di tutte le chiese che sono state costruite nelle zone limitrofe in quanto l'abside, l'aula e il tetto a capriate poggiano direttamente sui muri laterali. Ospita più di una quarantina di affreschi che però sono stati danneggiati sia dal tempo che dall'incuria.
- Santuario del Perpetuo Soccorso - XVIII secolo

La chiesa del santuario del Perpetuo Soccorso fu soggetta a restauri e rifacimenti nel corso del tempo ma, al contrario della pieve di Santa Maria Maggiore, mantenne lo stesso stile della costruzione originaria. Vi è annesso un chiostro dei frati risalente al XVI secolo.
La chiesa fu visitata in segreto da papa Giovanni Paolo II e da Michael Schumacher.
- Convento e chiostro francescano - XVI secolo

Il palazzo si trova annesso al già citato santuario della Madonna del Perpetuo soccorso, sulla stessa collina panoramica orientata a nord verso la Valpolicella e la Lessinia, poche centinaia di metri a ovest rispetto a Villa Spinola.

### Architetture civili
- Palazzo Giusti Benati - XVI secolo

Il 24 aprile del 1993 venne dichiarata, attraverso un decreto del ministro Ronchey, immobile di interesse storico e perciò sottoposto alla tutela della Soprintendenza per i Beni Ambientali e Architettonici di Verona.
- Villa Spinola - XVI-XVII secolo

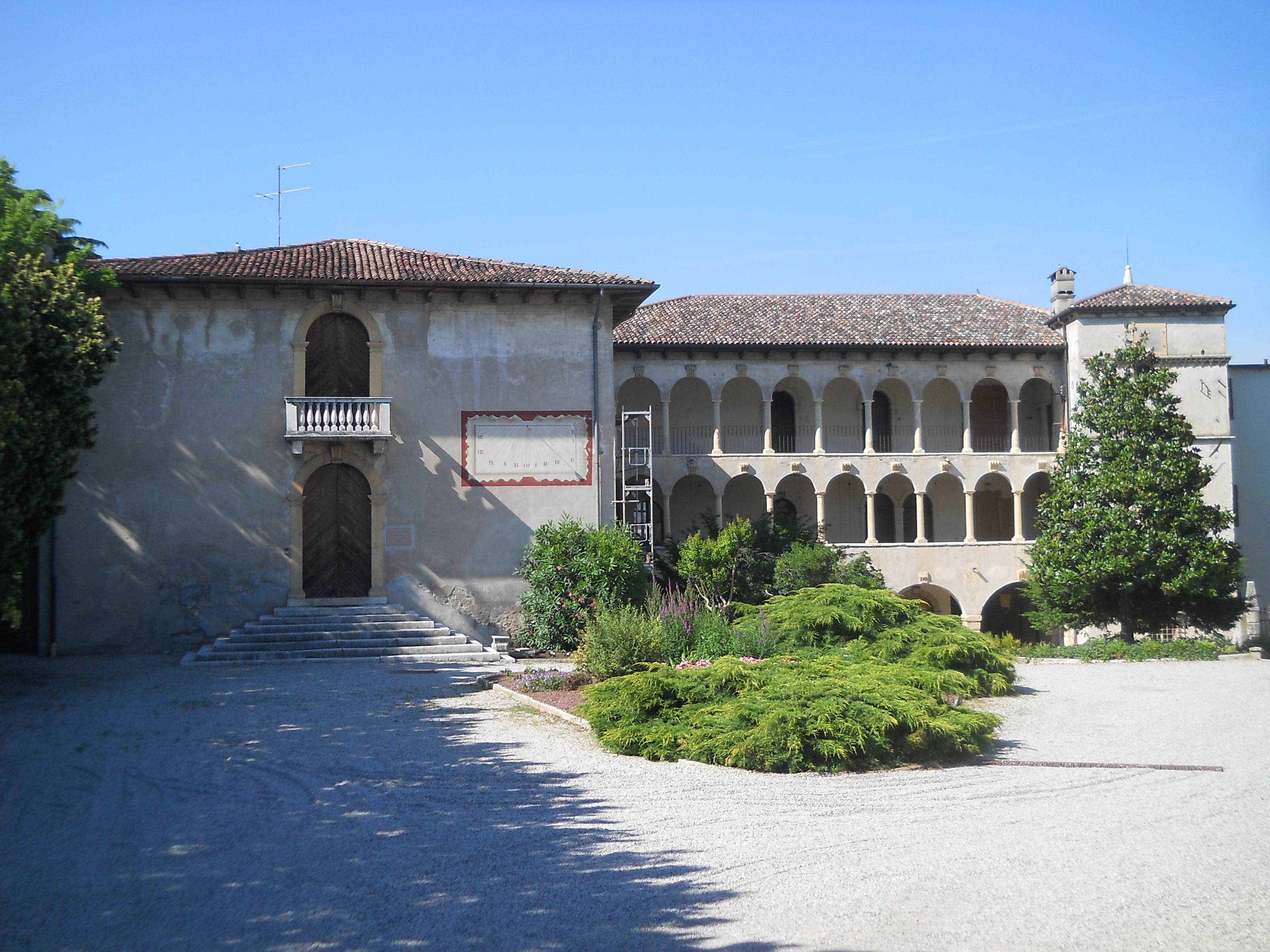
Villa Spinola.

Costruita nel XV secolo, sorge sopra una collina di fronte al fiume Adige, orientata a nord, lungo la strada che scende verso il comune limitrofo di Pescantina sito al di là nel fiume, nella sua piana. La sua posizione è privilegiata perché sita in un punto della zona prevalentemente collinare che domina le valli e i monti della Valpolicella, dalla quale la vista può spaziare dalla città di Verona a est fino ai rilievi che attorniano il lago di Garda a ovest. L'edificio a tre piani fuori terra è costituito da un corpo principale e da uno secondario a pianta quadrangolare, posto a occidente rispetto al primo.
- Ca' de Relitti, antico educandato - fine XIX secolo

### Monumenti

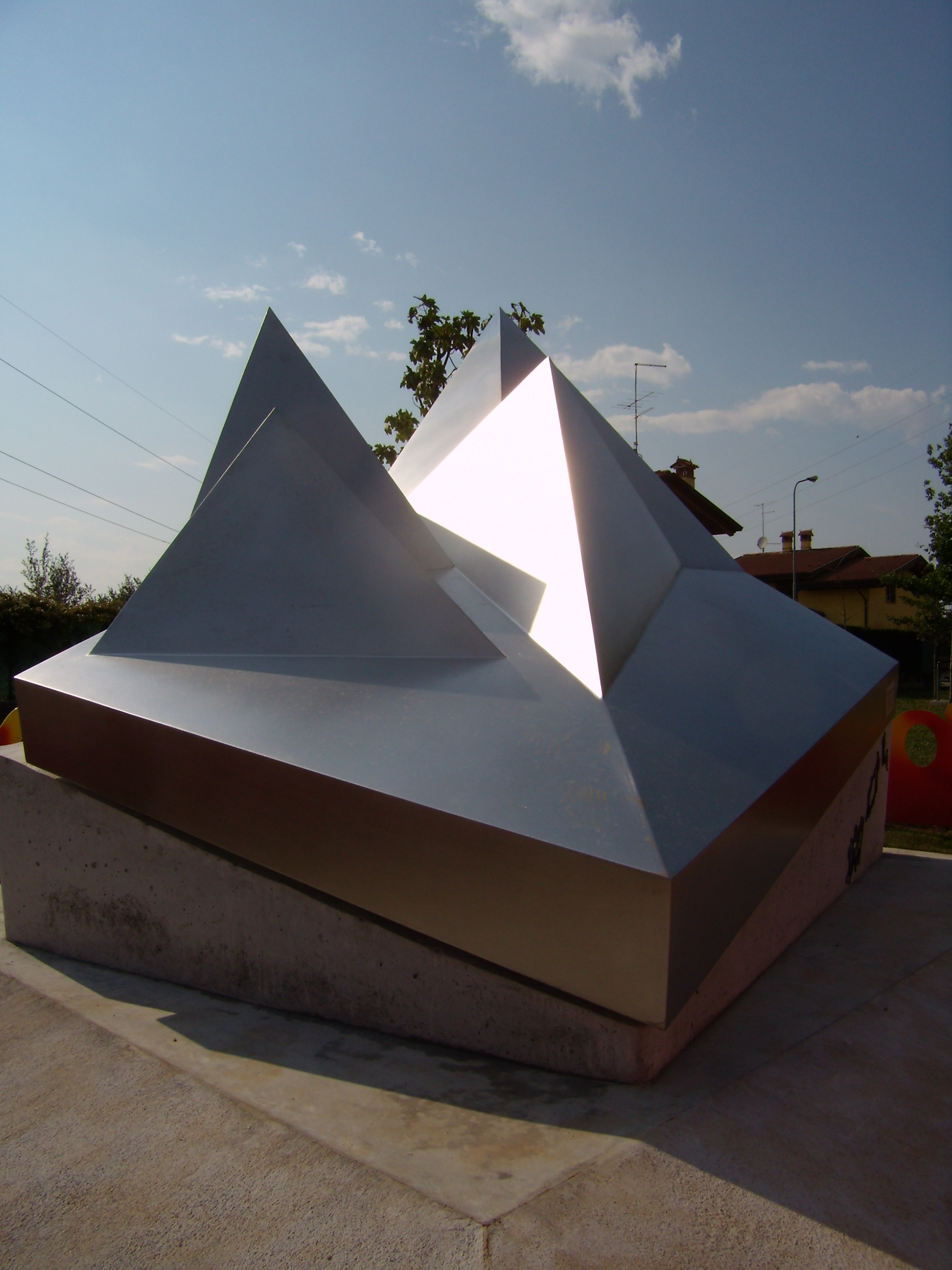
Cinquantesimo anniversario dello scautismo a Bussolengo presso il parco Robert Baden-Powell (opera di Toni Zocca)

- Capitel de le Quattro gambe - V secolo
- Fontana L. Trezza - XVII secolo
- Monumento ai Caduti - XX secolo
- Monumento all'aviazione - scultura metallica moderna

## Società

### Evoluzione demografica
Abitanti censiti

### Etnie e minoranze straniere
Al 31 dicembre 2023 la popolazione straniera era di 2.652 persone, par al 12,93% della popolazione.

## Cultura

### Musica
- Banda

Un ruolo importante a Bussolengo ha il Corpo Bandistico "Città di Bussolengo". Fondato prima del 1852, ha 91 elementi. Nell'albo d'oro dei traguardi raggiunti, il Corpo Bandistico, che partecipava alla sezione di "prima categoria", ha il 3º posto alla XX edizione del Concorso bandistico internazionale "Flicorno d'oro", tenutosi presso Riva del Garda dal 23 al 25 marzo 2018. 

Ha una scuola di musica con circa 300 allievi.

Il gruppo ha anche due bande giovanili: la "Junior Band", comprendente 30 allievi dei corsi base della scuola di musica e la "Young Band" comprendente 50 elementi tra allievi dei corsi avanzati e componenti della Banda di Bussolengo. 
Bussolengo è anche la città natale del musicista jazz Mauro Ottolini.

### Sociale
Già nei primi anni novanta una indagine del Comune censiva numerosissime associazioni di volontariato, dimostrazione dell'impegno privato che caratterizzava i cittadini di Bussolengo. Fra le altre ricordiamo la locale sezione dell'Avis, l'AGeSPHa (associazione genitori e sostenitori portatori di handicap).
Dal 1949 opera a Bussolengo un gruppo Scout dell'Associazione Guide e Scouts Cattolici Italiani (AGESCI), attivo sul territorio circostante in tema di educazione ai giovani. Nel 2007 in occasione del centenario dello scautismo l'associazione ha invitato la popolazione bussolenghese a condividere lo spirito del fondatore Robert Baden-Powell con della attività di volontariato, in modo da "lasciare il mondo migliore di come l'abbiamo trovato".
Fra l'associazionismo puro a scopo ricreativo vi è il Gruppo Podistico Bussolengo, organizzatore della "Scarpinada de San Crispin" legata alla locale tradizione calzaturiera, corsa podistica che nel 2024 ha raggiunto la sua 50ª edizione.

### Spettacolo
All'ospedale di Bussolengo nacque la conduttrice Licia Colò.

### Gli appuntamenti
- Fiera di San Valentino

Si svolge, ormai da più di trecento anni, nella settimana a cavallo di San Valentino, celebrato il 14 febbraio, ed è la festa principale e caratterizzante di Bussolengo, con la fiera (inizialmente del bestiame, poi diventata gradualmente esposizione di numerose macchine agricole e ora anche di automobili).
La festa si protrae per più di un mese grazie alla presenza, consolidata nei decenni, di un esteso Luna Park, contorniato da stand enogastronomici e altre attività man mano aggiuntesi negli anni, fino all'organizzazione in tensostrutture di spettacoli ed una porzione di fiera commerciale al coperto.
Il suddetto Luna Park consiste di varie giostre ambulanti che si posizionano nel Piazzale Vittorio Veneto, e talvolta, per problemi di spazio, nel parcheggio del centro commerciale “Sorelle Ramonda”. Alcune delle giostre più importanti sono:
- Tenebre: giostra presente dai primi anni 2000, una dark ride che porta i visitatori in una casa abbandonata al buio, con manichini animati che spuntano per creare effetti di jumpscare.
- Saltamontes “Rana”: giostra con sedili che ruotano e saltano intorno a un centro comune di massa.
- Super Bruco Mela: montagna russa a due piani adatta ai bambini, con carrelli che passano tra statue animate, bolle di sapone e fumo.
- Big Bamboo: attrazione recente che propone un percorso verso l’alto, passando su tratti mobili sull’acqua, piastre di vetro, scale traballanti e stanze psichedeliche.
- Matrix: giostra costituita da un braccio meccanico che oscilla come un pendolo mentre i sedili ruotano su se stessi.
- San Rocco Music Festival[35]
- Scarpinada de San Crispin (corsa podistica non competitiva)[36]
- Villaggio natalizio

Da qualche anno viene allestito in piazza XXVI Aprile un villaggio natalizio, con una piccola pista per il pattinaggio su ghiaccio, e numerose casette artigianali disposte nell'area del centro per la rivendita dei più importanti prodotti del luogo e non.
Il tutto si aggiunge all'omonima iniziativa di un vivaista locale, Flover, che da tempo allestisce nelle proprie serre percorsi a tema che hanno avuto riscontro nazionale, richiamando numerosi turisti nella struttura sita poche centinaia di metri ad ovest del centro paese, per gustare l'atmosfera Natalizia che qui viene ricreata, rendendo ora noto il paese di Bussolengo anche per il suo Villaggio di Natale.

## Economia

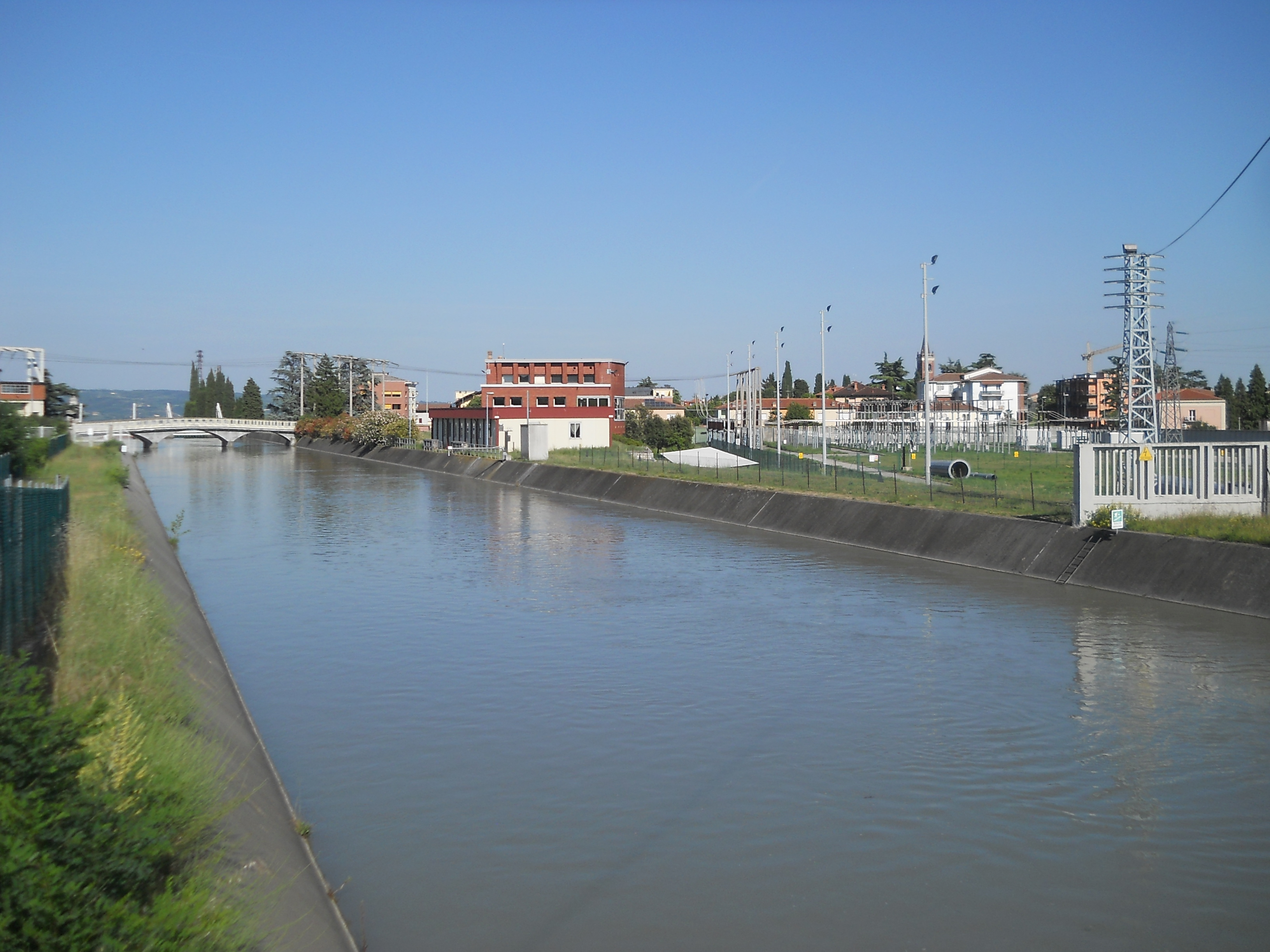
Il canale Biffis a Bussolengo, dove alimenta una centrale idroelettrica

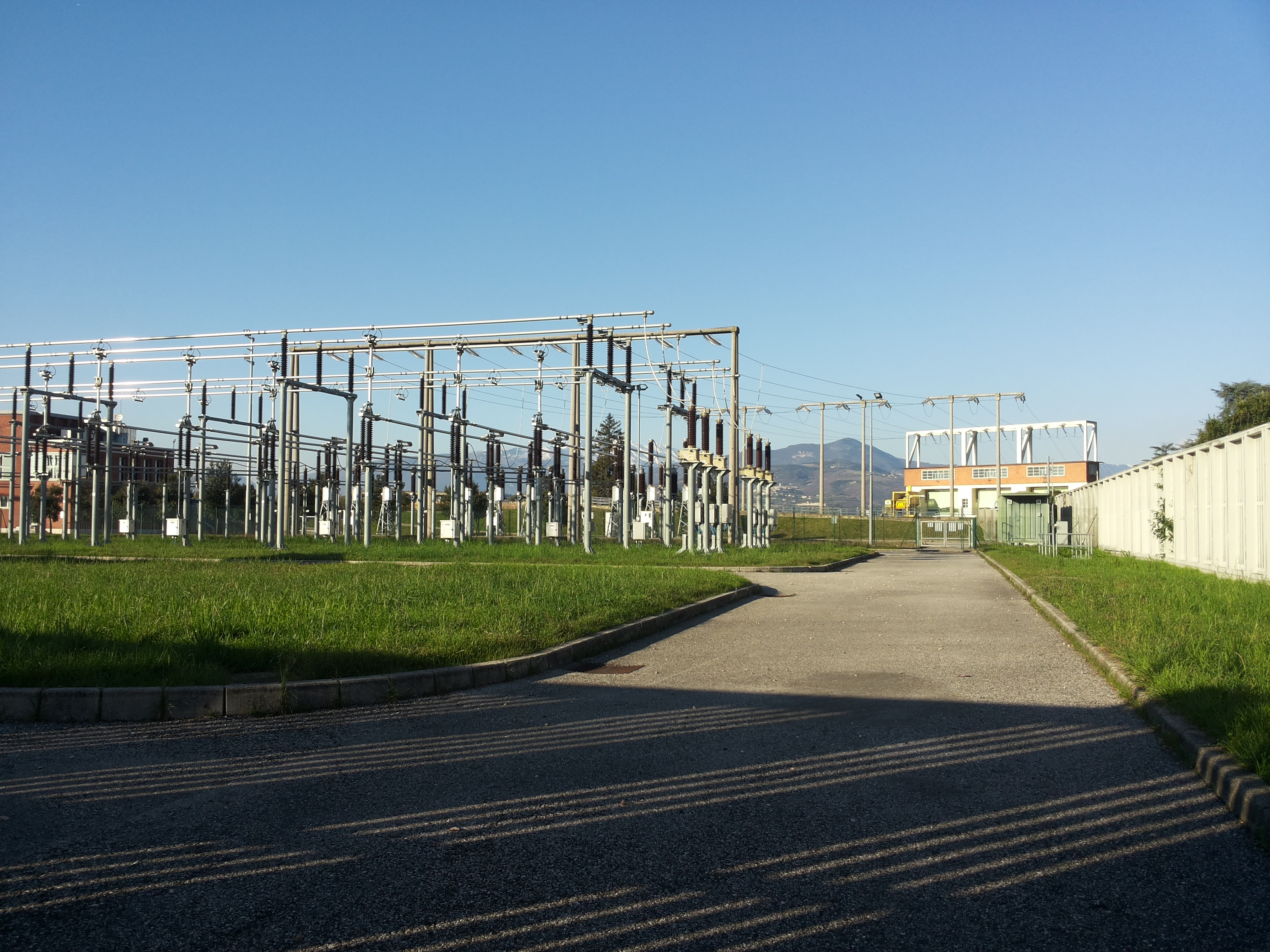
Centrale idroelettrica di Bussolengo.

### Agricoltura
In origine Bussolengo soffriva la mancanza di corsi d'acqua per le coltivazioni. Molto diffuso era allora l'allevamento dei bachi da seta, grazie alla presenza di alberi di gelso. Già sede di una fiera del bestiame (il cui allevamento è ancora presente, particolarmente nella zona della frazione di San Vito al Mantico)con la creazione del sistema di irrigazione si è sviluppata più fiorente l'attività agricola.
Il comune di Bussolengo è una famosa zona di produzione delle pesche, tanto da essere soprannominato "Terra delle pesche". Anche se negli ultimi venti anni, grazie proprio alla disponibilità della molta acqua necessaria a questi frutti, si è molto diffusa anche la coltura del kiwi e la coltura dell'Olivo con la nascita del primo Frantoio i cui Oli Extravergini sono pluripremiati a livello internazionale. Bussolengo fa parte dell'Olio Dop del Garda.

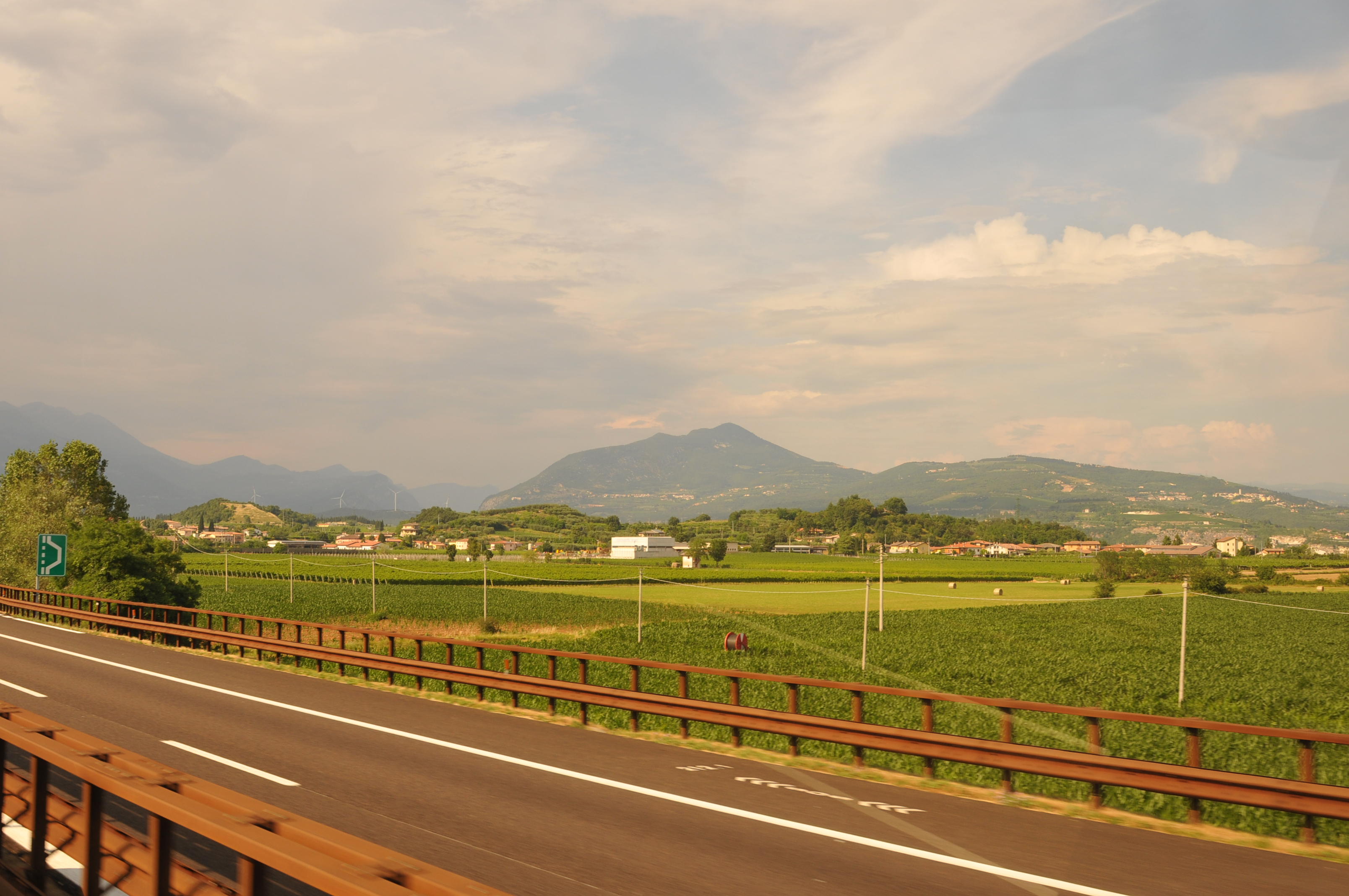
Autostrada A22 nei pressi di Bussolengo.

### Industria calzaturiera
Il settore industriale e manifatturiero più importante con le sue fabbriche e i suoi cottimisti, anche a domicilio - è stato la produzione di calzature, ancora molto diffusa.
Bussolengo è il comune nella provincia di Verona con più calzaturifici e relativo indotto. La produzione e la commercializzazione delle calzature è in valori la prima attività di tutto il veronese. L'attività terziaria, con svariati centri commerciali, un mercato, che si svolge il giovedì mattina coinvolgendo gran parte del centro storico, e centri alberghieri di notevole importanza completano una struttura economica forte e variegata.
Dal 1987 fa parte dei "100 Comuni della Piccola Grande Italia".
Importanti nomi dell'industria delle scarpe furono Pietro Vassanelli e Battista Trevisani

### Archeologia industriale
In passato Bussolengo ha ospitato – in esempi di archeologia industriale in mattoni di cotto dei primi anni del XIX secolo, già da tempo abbattuti (intorno agli anni '80-'90) per far posto a edifici residenziali e di servizio – un saponificio ed una filanda. Nel cortile del saponificio fino a metà degli anni ottanta era possibile intravedere qualche volta persino gli elefanti: Bussolengo è infatti il paese natale della famiglia Casartelli che possiede il Circo Medrano e una tomba di famiglia privata nel locale cimitero raccoglie le spoglie di artisti che hanno girato il mondo.

### Aree commerciali
Si è sviluppato anche quello commerciale della Grande distribuzione. Molto sviluppata è la Zai a sud del Comune, che raggruppa la maggior parte di aziende del paese a ridosso di tre arterie di comunicazione che si incrociano sul suo territorio: la SS11 (Brescia Verona), l'Autostrada A22 (Brennero-Modena) e l'autostrada A4 (Milano-Venezia).

### Centrale elettrica
Da Bussolengo passa il canale Biffis che alimenta la centrale idroelettrica di Bussolengo costruita nella Seconda Guerra Mondiale tramite l'ausilio di prigionieri di guerra australiani e neozelandesi, provenienti dal Campo di Pol

## Sanità

### Ospedale Orlandi
È presente l'Ospedale Orlandi, edificio risalente al XVIII secolo, una volta importante struttura ospedaliera per il bacino della Valpolicella e della zona del Lago di Garda, oggi fortemente ridotto. Con la pandemia da Covid-19, l'ospedale accoglie i malati non Covid-19.

### AULSS 9 Scaliera - Distretto 4 Ovest Veronese
Bussolengo è anche sede del Distretto 4 Ovest Veronese dell'AULSS 9 Scaligera(ex ULSS 22), in via Carlo Alberto Dalla Chiesa.

## Amministrazione
| Periodo           | Periodo           | Primo cittadino         | Partito                       | Carica      | Note          |
| ----------------- | ----------------- | ----------------------- | ----------------------------- | ----------- | ------------- |
| 8 ottobre 1988    | 7 luglio 1989     | Cesare Bernardi         | Democrazia Cristiana          | Sindaco     | [ 47 ]        |
| 24 luglio 1989    | 22 settembre 1989 | Massimiliano Battistoni | Democrazia Cristiana          | Sindaco     | [ 48 ]        |
| 22 settembre 1989 | 22 gennaio 1990   | Alfredo Galanti         |                               | Commissario | [ 49 ]        |
| 22 gennaio 1990   | 21 novembre 1994  | Lorenzo Zenorini        | Democrazia Cristiana          | Sindaco     | [ 50 ]        |
| 21 novembre 1994  | 29 novembre 1998  | Lino Venturini          | Indipendente di centro-destra | Sindaco     | [ 51 ]        |
| 29 novembre 1998  | 10 giugno 2003    | Lino Venturini          | Indipendente di centro-destra | Sindaco     | [ 52 ]        |
| 10 giugno 2003    | 15 aprile 2008    | Alviano Mazzi           | Lega Nord                     | Sindaco     | Elezioni 2003 |
| 15 aprile 2008    | 26 novembre 2012  | Alviano Mazzi           | Lega Nord                     | Sindaco     | Elezioni 2008 |
| 26 novembre 2012  | 10 giugno 2013    | Arnaldo Anselmi         |                               | Commissario | [ 55 ]        |
| 10 giugno 2013    | 25 giugno 2018    | Paola Boscaini          | Liste civiche                 | Sindaco     | Elezioni 2013 |
| 25 giugno 2018    | 15 maggio 2023    | Roberto Brizzi          | Indipendente di centro        | Sindaco     | Elezioni 2018 |
| 15 maggio 2023    | in carica         | Roberto Brizzi          | Liste civiche                 | Sindaco     | Elezioni 2023 |

### Gemellaggi
- Nieder-Olm, dal 1984
- Roquemaure, dal 2016

Il comune aderisce all'iniziativa: Patto dei sindaci

## Sport

### Tamburello
Sotto diverse denominazioni, il Bussolengo ha vinto 7 scudetti e 4 Coppe Italia.

### Calcio
La principale squadra della città è il 'Bussolengo 1923 Calcio che, come migliore traguardo, ha disputato il campionato di Promozione. I colori sociali sono il rosso e il verde. 

### Arti marziali
La ASD JSK (Junshinkan Dojo) è stata fondata nel 1974; le discipline insegnate sono: karate di Okinawa (stile Goju-ryu), Okinawa Kobudo (stile Matayoshi), Wushu (stile della Gru Bianca di Yongchun) e Difesa personale. Gli atleti della JSK hanno vinto numerose campionati nazionale ed internazionali di karate e kobudo. Roberto Russo ha vinto il campionato del mondo di Kobudo e Okinawa (Giappone) nel 2019.

### Campi sportivi
Sono presenti estesi campi sportivi (5 campi da calcio, 6 campi da tennis, 1 campo da basket, 1 campo da softball, 1 campo da tamburello e una piscina comunale scoperta) costruiti nel 1992.
A Bussolengo ha sede l'Atletica Insieme Verona, attiva sin dal 1982, anno di costruzione della pista da 400mt all'interno degli impianti sportivi. Con questa società hanno mosso i primi passi il campione europeo degli 800 mt Andrea Benvenuti e il campione olimpico degli 800mt di Pechino 2008 Wilfred Bungei. Attualmente, su questa pista si allena Amel Tuka, mezzofondista bosniaco specialista sempre degli 800mt, due volte medaglia mondiale (bronzo a Pechino 2015, argento a Doha 2019).

## Infrastrutture e trasporti

### Mobilità urbana
Bussolengo gode di molti collegamenti con la città di Verona e col lago di Garda, tramite delle linee extraurbane che percorrono la Gardesana. Dal 2014, il Comune è collegato con Pescantina e Verona tramite la linea 102 che permette di arrivare in Stazione Porta Nuova via SS12. Inoltre è dotato anche di servizio suburbano che collega Verona con il paese passando per la frazione di San Vito al Mantico.